# Резолюция Совета Безопасности ООН 1808
Резолюция Совета Безопасности Организации Объединенных Наций 1808— резолюция Совета Безопасности ООН, единогласно принятая 15 апреля 2008 года на 5866-м заседании СБ ООН. Резолюция касается грузино-абхазского конфликта, в частности продления мандата миссии Организации Объединенных Наций по наблюдению в Грузии (МООННГ). 

## Резолюция
Принятая единогласно резолюция, ссылаясь на резолюцию 1781 от 15 октября 2007 года, с целью побуждения сторон к осуществлению мер, укрепляющих доверие и диалог, а также оказания поддержки сторонам в достижении урегулирования конфликта постановляет продлить мандат Миссию ООН по наблюдению в Грузии ещё на 6 месяцев, до 15 октября 2008 года. В резолюции также подтверждается необходимость поддержания разъединения военных сил и сохранения режима прекращения огня, а также продолжения сотрудничества  между МООННГ и миротворческими силами СНГ. Кроме того, с целью улучшить жизненные условия беженцев и внутренне перемещенных лиц, которых затронул конфликт обеспечить экономическое развитие в Абхазии и Грузии. 
В заключении резолюции, генеральному секретарю ООН использовать этот мандат с целью побудить стороны конфликта к реализации мер для укрепления диалога, а также содействовать проведению встреч на выскомо уровне и информировать Совет Безопасности о достигнутом прогрессе.  